# Tá Certo?
Tá Certo? é um game show brasileiro exibido de segunda a sábado na TV Cultura. Apresentado por Warley Santana, o programa entrou no ar em 11 de setembro de 2017 e faz parte da grade da emissora até hoje.

## Objetivo
“O objetivo principal é incentivar crianças e adolescentes a desenvolverem raciocínio, curiosidade, criatividade e respeito pelas diferenças”, explica Warley. Todas as áreas do conhecimento são abordadas. É uma forma de mostrar ao público da TV Cultura que aprender conteúdos que agreguem conhecimento pode ser um momento leve e agradável. 

## Abertura
A trilha sonora fica a cargo da banda independente argentino-brasileira Guantas, com a animada música Countryside, e em 2019, a abertura passou a ser instrumental devido as reformulações do cenário do programa.

## Episódios
A cada episódio, três participantes da competição – bonecos manipulados por nomes como André Milano (Sésamo e Cocoricó), Kelly Guidotti (Cocoricó e Sésamo) e Paulo Henrique (Que Monstro Te Mordeu? e Sésamo) –, são desafiados a responder questões de variados temas e disputam prêmios não muito convencionais. 

## Temas
- Tecnologia[4]
- Futuro[4]
- Gente[4]
- Natureza[4]

## Perguntas e respostas
Na tela de perguntas, celebridades do meio artístico, esportivo e intelectual, participam da brincadeira. O apresentador dá 4 opções de resposta, para responder, o participante tem que bater no botão de sua mesa. Se der a resposta errada, fica com menos um ponto. A resposta certa é dada por um ou homem ou uma mulher especialista no assunto, como um documentário, só que em 1 ou 2 minutos.

## Audiência
Só em sua primeira semana de exibição, o programa registrou média de 2 pontos de audiência, atualmente superando essa marca e como uma gama maior e versátil de telespectadores.